# Dariusz Muszer
Dariusz Muszer (ur. 29 marca 1959 w Górzycy) – polsko-niemiecki prozaik, poeta, publicysta, eseista, krytyk literacki, dramaturg, tłumacz.

## Życiorys
Dzieciństwo spędził w Rzepinie. Ukończył I Liceum Ogólnokształcące im. Tadeusza Kościuszki w Gorzowie Wielkopolskim i studia prawnicze na Uniwersytecie im. A. Mickiewicza w Poznaniu. W 1981 roku brał udział w strajku studentów uczelni poznańskich. Od 1985 roku mieszkał i pracował jako instruktor teatralny w Strzelcach Krajeńskich. Ponadto organizował tam Ogólnopolski Konkurs Poetycki „O prawdziwek Dobiesława”, prowadził Klub literacko-artystyczny „Silva rerum” i Teatr Ochotniczy Ad. 1. W 1988 roku został oskarżony (wspólnie z Grzegorzem Gralińskim) „o wydawanie i rozpowszechnianie bez wymaganego zezwolenia czasopisma Echo Strzelec”. Był to jeden z ostatnich procesów o naruszenie prawa prasowego, jaki wytoczony został w PRL. Przed wydaniem wyroku przez sąd drugiej instancji Dariusz Muszer wyjechał na stałe do Niemiec. Mieszka w Hanowerze.

## Twórczość
Jako poeta debiutował w 1980 roku na łamach podziemnego pisma Niezależnego Zrzeszenia Studentów UAM „Wprost”, a jego debiut prozatorski miał miejsce w 1981 roku w tygodniku „Ziemia Gorzowska”. Jest autorem licznych publikacji: wierszy, opowiadań, recenzji, reportaży, esejów, felietonów, sztuk teatralnych i słuchowisk.
Pisze po polsku i niemiecku.

## Publikacje

### Tomiki i arkusze poetyckie
- Cudowny świat zepsutych mrówek, Warszawa 1987, PL ISSN 0239-6874.
- Zatrzymane wersy, Gorzów Wielkopolski 1987.
- Pestki i ogryzki, Warszawa 1989, ISBN 83-203-3073-4.
- Die Geliebten aus R. und andere Gedichte, Hanower 1990
- Panna Franciszka, pomylony akordeon i inne wiersze, Hanower 1995.
- Księga zielonej kamizelki, Sopot 1996, ISBN 83-901403-3-0.
- Wszyscy moi nieznajomi, Szczecin 2004, ISBN 83-916661-4-X.
- Jestem chłop, Szczecin 2004, ISBN 83-916661-3-1.
- Zapomniany strajk, Toronto 2012, ISBN 978-0-9731425-8-7.
- Wiersze poniemieckie, Szczecin 2019, ISBN 978-83-661-8034-5.
- Księga ramion deszczu. Haiku, Szczecin 2020, ISBN 978-83-66180-60-4.
- Dzieci krótszej nogi Syzyfa, Szczecin 2021, ISBN 978-83-66759-04-6.

### Powieści
- Ludziojad, Hanower 1993
- Die Freiheit riecht nach Vanille, Monachium 1999, ISBN 3-927743-43-7.
- Der Echsenmann, Monachium 2001, ISBN 3-927743-58-5.
- Niebieski, Szczecin 2006, ISBN 83-922577-2-3.
- Gottes Homepage, Monachium 2007, ISBN 978-3-927743-94-6.
- Wolność pachnie wanilią, Szczecin 2008, ISBN 978-83-60881-13-2.
- Lummick, Olsztyn 2009, ISBN 978-83-89233-54-7.
- Homepage Boga, Szczecin 2013, ISBN 978-83-63316-27-3.
- Schädelfeld, Monachium 2015, ISBN 978-3-940666-68-0.
- Pole Czaszek, Szczecin 2017, ISBN 978-83-65778-14-7.

### Opowiadania
- Człowiek z kowadłem, Szczecin 2019, ISBN 978-83-66180-25-3.

### Baśnie
- Baśnie norweskie opowiedział Dariusz Muszer, Szczecin 2018, ISBN 978-83-66180-00-0.
- Córka męża, córka żony, Szczecin 2020, ISBN 978-83-66180-68-0.
- Baśnie norweskie opowiedział Dariusz Muszer, tom 2, Szczecin 2022. ISBN 978-83-66759-76-3.

### Przekłady
- Corinne Hofmann: Biała Masajka (Die weiße Masai), Warszawa 2002, ISBN 83-7311-296-0.
- Corinne Hofmann: Żegnaj Afryko (Zurück aus Afrika), Warszawa 2005, ISBN 83-7391-703-9.
- Galsan Tschinag: Koniec pieśni (Das Ende des Liedes), Warszawa 2008, ISBN 978-83-89933-40-9.
- Artur Becker: Kino „Muza”, Olsztyn 2009, ISBN 978-83-89233-52-3.
- Artur Becker: Kosmopolska i Kosmopolacy. W poszukiwaniu europejskiego domu. Eseje (Kosmopolen. Auf der Suche nach einem europäischen Zuhause. Essays), Kraków 2019, ISBN 97883-242-3408-0.